# Rick Trevino

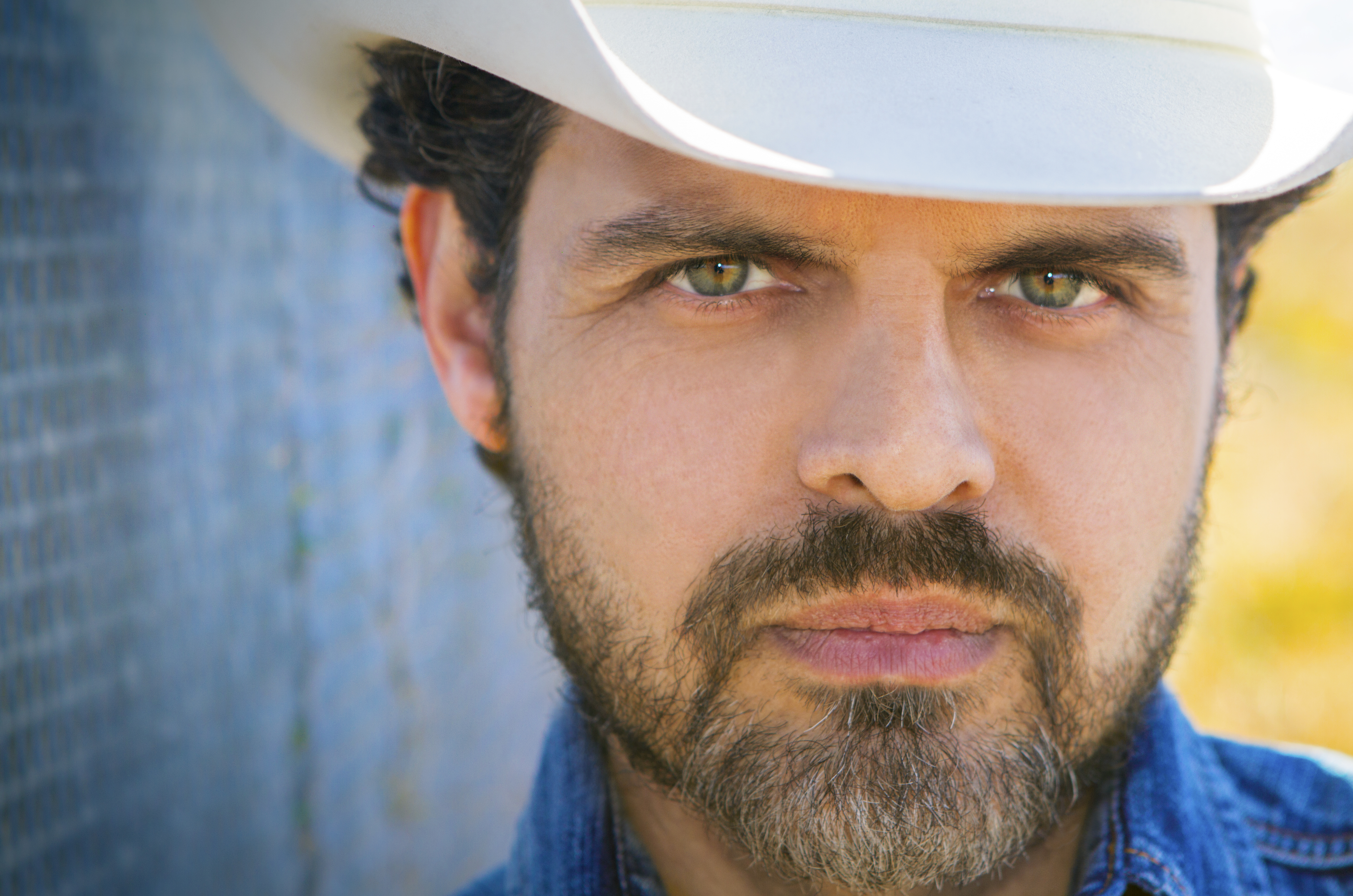
Rick Trevino (2016)

Rick Trevino (* 16. Mai 1971 als Ricardo Trevino Jr. in Austin, Texas) ist ein US-amerikanischer Country-Sänger mexikanischer Abstammung.

## Anfänge
Von seinen Eltern, die beide aktive Musiker waren, erhielt Rick zunächst eine Ausbildung in klassischer Musik. Unter anderem lernte er Klavier und Klarinette spielen. Er nahm eine Vielzahl von Einflüssen auf, entschied sich dann aber für Country-Musik. Als talentierter Baseball-Spieler gewann er ein Stipendium der Memphis State University, das er aber ablehnte. Stattdessen unterschrieb er 1991 einen Schallplattenvertrag beim Columbia-Label.

## Karriere
Sein erstes Album, Dos Mundos, erschien 1993 in spanischer Sprache. Seine erste Single wurde sowohl in einer englischen Version (Just Enough Rope) als auch in einer spanischen (Bastante Cordon) veröffentlicht. Auch sein zweites Album, Rick Trevino, erschien in zwei verschiedenen Fassungen. Beide wurden mit Gold ausgezeichnet (die spanische in Spanien). 1994 gelangen ihm mit She Can't Say I Didn't Cry und Doctor Time zwei Top-10-Hits. Seinen ersten und einzigen Nummer-1-Hit hatte er 1997 mit Running Out Of Reason. Seine Musik orientierte sich weniger an mexikanischen Vorbildern, als an zeitgenössischer Country-Musik. Bei Auftritten und Fototerminen trug er stets einen Cowboy-Hut.
1998 gründete er mit einigen weiteren Musikern lateinamerikanischer Abstammung, darunter Freddy Fender, Flaco Jimenez und Joe Ely die Gruppe Los Super Seven. Das gleichnamige Album wurde ein Jahr später als bestes amerikanisch-mexikanisches Album mit einem Grammy ausgezeichnet. Wenig später verlor Trevino überraschend seinen Schallplattenvertrag. Es begann eine längere Durststrecke, bei der er gezwungen war, durch Clubs und Tanzhallen zu tingeln. Erst 2003 konnte er beim Warner Brothers Label unterschlüpfen. Im gleichen Jahr erschien das Album In My Dreams.

## Diskografie

### Alben
| Jahr | Titel                 | Höchstplatzierung, Gesamtwochen, AuszeichnungChartplatzierungen (Jahr, Titel, Platzierungen, Wochen, Auszeichnungen, Anmerkungen) | Höchstplatzierung, Gesamtwochen, AuszeichnungChartplatzierungen (Jahr, Titel, Platzierungen, Wochen, Auszeichnungen, Anmerkungen) | Anmerkungen |
| Jahr | Titel                 | US | Country | Anmerkungen |
| ---- | --------------------- | --- | --- | ----------- |
| 1994 | Rick Trevino          | US119 Gold · (18 Wo.)US | Country23 (56 Wo.)Country |             |
| 1995 | Looking for the Light | US121 (18 Wo.)US | Country17 (35 Wo.)Country |             |
| 1996 | Learning as You Go    | US117 (7 Wo.)US | Country17 (51 Wo.)Country |             |
| 2003 | In My Dreams          | — | Country58 (2 Wo.)Country |             |

Weitere Alben
- 1993: Dos Mundos
- 2001: Mi Son
- 2009: Oh Ven, Emanuel
- 2011: Whole Town Blue

### Kompilationen
- 1997: Best of Rick Trevino
- 1999: Corazón de Rick Trevino
- 1999: Super Hits
- 2001: Mano a Mano
- 2007: Nuestra Tradición

### Singles
| Jahr | Titel Album                                      | Höchstplatzierung, Gesamtwochen, AuszeichnungChartsChartplatzierungen (Jahr, Titel, Album, Platzierungen, Wochen, Auszeichnungen, Anmerkungen) | Anmerkungen |
| Jahr | Titel Album                                      | Country | Anmerkungen |
| ---- | ------------------------------------------------ | --- | ----------- |
| 1993 | Just Enough Rope Rick Trevino                    | Country44 (20 Wo.)Country |             |
| 1994 | Honky Tonk Crowd Rick Trevino                    | Country35 (19 Wo.)Country |             |
| 1994 | She Can’t Say I Didn’t Cry Rick Trevino          | Country3 (20 Wo.)Country |             |
| 1994 | Doctor Time Rick Trevino                         | Country5 (20 Wo.)Country |             |
| 1995 | Looking for the Light                            | Country43 (12 Wo.)Country |             |
| 1995 | Bobbie Ann Mason Looking for the Light           | Country6 (20 Wo.)Country |             |
| 1995 | Save This One for Me Looking for the Light       | Country45 (11 Wo.)Country |             |
| 1996 | Learning as You Go                               | Country2 (20 Wo.)Country |             |
| 1996 | Running Out of Reasons to Run Learning as You Go | Country1 (22 Wo.)Country |             |
| 1997 | I Only Get This Way with You Learning as You Go  | Country7 (22 Wo.)Country |             |
| 1997 | See Rock City Learning as You Go                 | Country44 (8 Wo.)Country |             |
| 1998 | Only Lonely Me                                   | Country52 (9 Wo.)Country |             |
| 2003 | In My Dreams                                     | Country41 (20 Wo.)Country |             |
| 2007 | Separate Ways Whole Town Blue                    | Country59 (1 Wo.)Country |             |

Weitere Singles
- 1993: Un Momento Allá
- 2003: Overnight Success
- 2010: Wasted Days and Wasted Nights (mit Los Lobos)
- 2010: Better in Texas
- 2016: Cowboys Like Me